# The Smiths
The Smiths foi uma banda de rock inglesa formada em Manchester em 1982, composta por Morrissey (vocal), Johnny Marr (guitarra), Andy Rourke (baixo) e Mike Joyce (bateria). Morrissey e Marr formaram a parceria de composição da banda. Os Smiths são considerados um dos mais importantes artistas da música independente britânica dos anos 1980.
Os Smiths assinaram com a gravadora independente Rough Trade Records em 1983 e lançaram seu álbum de estreia, The Smiths, em 1984. Seu foco em um som de guitarra, baixo e bateria, fundindo rock dos anos 1960 e pós-punk, era uma rejeição ao som synth-pop predominante na época. Vários singles dos Smiths alcançaram o top 20 da parada de singles do Reino Unido, e todos os seus álbuns de estúdio alcançaram o top cinco da parada de álbuns do Reino Unido, incluindo o álbum número um Meat Is Murder (1985). A banda alcançou sucesso mainstream na Europa com The Queen Is Dead (1986) e Strangeways, Here We Come (1987), que entraram no top 20 da European Albums Chart. Em 1986, a banda se tornou brevemente um quinteto com a adição do guitarrista Craig Gannon.
Tensões internas levaram à separação dos Smiths em 1987, seguidas de ações judiciais públicas sobre royalties. Os membros do grupo rejeitaram inúmeras ofertas de reunião. Rourke morreu em 2023.

## História

### 1982: Formação e primeiras apresentações
Em maio de 1982, Johnny Marr e seu amigo Steve Pomfret foram à casa de Steven Morrissey em Stretford para convidá-lo a formar uma banda. Marr e Morrissey se conheceram em um show de Patti Smith no Apollo Theatre de Manchester em 31 de agosto de 1978, quando Marr tinha 14 anos e Morrissey tinha 19. Eles se uniram pelo amor à poesia e à literatura.  Fã do New York Dolls, Marr ficou impressionado com o fato de Morrissey ter escrito um livro sobre a banda e se inspirou a aparecer em sua porta seguindo o exemplo de Jerry Leiber, que formou sua parceria de trabalho com Mike Stoller depois de aparecer na porta de Stoller.  De acordo com Morrissey: "Nós nos demos muito bem. Éramos muito parecidos em motivação." Os dois descobriram que eram fãs de muitas das mesmas bandas.  Quando Marr olhou a coleção de singles de Morrissey, ele encontrou o Monochrome Set, uma banda que ambos admiravam. No dia seguinte, Morrissey telefonou para Marr para confirmar que estaria interessado em formar uma banda com ele. 
Poucos dias depois, Morrissey e Marr realizaram seu primeiro ensaio no sótão alugado por Marr em Bowdon . Morrissey forneceu a letra de "Don't Blow Your Own Horn", a primeira música em que trabalharam; no entanto, eles decidiram não manter a música, com Marr comentando que "nenhum de nós gostou muito".  A próxima música em que trabalharam foi "The Hand That Rocks the Cradle", que novamente foi baseada em letras produzidas por Morrissey. Marr baseou o andamento na música "Kimberly" de Patti Smith e gravou no gravador de fita cassete TEAC de quatro canais de Marr. A terceira faixa em que a dupla trabalhou foi "Suffer Little Children".  Junto com essas composições originais, Morrissey sugeriu que a banda produzisse um cover de "I Want a Boy for My Birthday", uma canção do grupo feminino americano dos anos 1960, The Cookies; embora nunca tivesse ouvido falar da canção antes, Marr concordou, gostando do elemento subversivo de ter um vocalista masculino cantando, e a canção foi gravada em sua máquina TEAC. 

"Ainda está bem claro. Era um dia ensolarado, por volta de uma hora. Não houve nenhum telefonema prévio nem nada. Eu apenas bati e ele abriu a porta. Assim que a porta se abriu, Pommy [Pomfret] deu dois passos firmes para trás. O que foi uma das coisas que me fez falar tão rápido, foi pura exuberância.."

— Marr, ao chegar à porta de Morrissey
No final de 1982, Morrissey escolheu o nome da banda Smiths.  Ele disse mais tarde que “era o nome mais comum e pensei que era hora de as pessoas comuns do mundo mostrarem suas caras”.  Na época da formação da banda, Morrissey decidiu que seria conhecido publicamente apenas pelo sobrenome,  com Marr se referindo a ele como "Mozzer" ou "Moz".  Em 1983, ele proibiu aqueles ao seu redor de usar o nome "Steven", que ele desprezava. 
Depois de permanecer com a banda por vários ensaios, Pomfret partiu amargamente.  Ele foi substituído pelo baixista Dale Hibbert, que trabalhava no Decibel Studios de Manchester, onde Marr o conheceu durante a gravação da demo do Freak Party.  Através de Hibbert, os Smiths gravaram sua primeira demo no Decibel em uma noite de agosto de 1982.  Auxiliado pelo baterista Simon Wolstencroft, com quem Marr trabalhou no Freak Party, a banda gravou "The Hand That Rocks the Cradle" e "Suffer Little Children".  Wolstencroft não estava interessado em se juntar à banda, então, após as audições, Mike Joyce se juntou; mais tarde, ele revelou que estava sob a influência de cogumelos mágicos durante sua audição.  Enquanto isso, Morrissey levou a gravação demo para a Factory Records, mas Tony Wilson, da Factory, não estava interessado. 
Em outubro de 1982, os Smiths fizeram sua primeira apresentação pública como um ato de apoio para Blue Rondo à la Turk durante um desfile de música e moda estudantil, "An Evening of Pure Pleasure", no Ritz de Manchester.  Durante a apresentação, eles tocaram composições próprias e "I Want a Boy for My Birthday".  Morrissey organizou a estética do show; a banda subiu ao palco com a versão de Klaus Nomi de "The Cold Song", de Henry Purcell, tocando no sistema de som do local antes de seu amigo James Maker subir ao palco para apresentar a banda.  Maker permaneceu no palco durante a apresentação, relatando que "me deram um par de maracas - um extra opcional - e carta branca. Não havia instruções - acho que era geralmente aceito que eu improvisaria... Eu estava lá para beber vinho tinto, fazer gestos estranhos com as mãos e me manter bem dentro do círculo apertado e desenhado a giz que Morrissey havia desenhado ao meu redor."  Hibbert estava supostamente infeliz com o que ele percebia como a estética "gay" da banda; por sua vez, Morrissey e Marr estavam infelizes com seu baixo, então ele foi substituído pelo antigo amigo de escola de Marr, Andy Rourke.  Hibbert nega que se opusesse à percepção da banda como gay e disse que não tinha certeza do motivo pelo qual foi convidado a sair.
Em dezembro de 1982, os Smiths gravaram sua segunda demo, no Drone Studios em Chorlton-cum-Hardy; as faixas gravadas foram "What Difference Does It Make?", "Handsome Devil" e "Miserable Lie".  Esta foi usada como fita de audição para a gravadora EMI, que recusou a banda.  A banda continuou a ensaiar, desta vez no andar superior da empresa Crazy Face Clothing da Portland Street, um espaço garantido pelo seu novo empresário Joe Moss.  No Natal, eles escreveram quatro novas canções: "These Things Take Time", "What Do You See in Him?", "Jeane" e "A Matter of Opinion", a última das quais eles logo descartaram.  Seu próximo show foi no Manhattan de Manchester no final de janeiro de 1983, e embora Maker aparecesse novamente como um dançarino go-go, esta foi a última vez que ele fez isso.  No início de fevereiro, eles fizeram seu terceiro show, na Haçienda. 

### 1983–1984: Rough Trade, "Hand in Glove" e álbum de estreia
Marr e Rourke visitaram Londres para entregar uma fita cassete de suas gravações a Geoff Travis, da gravadora independente Rough Trade Records.  Travis concordou em cortar sua música "Hand in Glove" como single.  Para a capa, Morrissey insistiu em uma fotografia homoerótica de Jim French que ele havia encontrado em The Nude Male, de Margaret Walters.  O single foi lançado em maio de 1983,  e vendeu bem pelos próximos 18 meses, mas não chegou ao Top 40 do Reino Unido.  Entre o público do segundo concerto dos Smiths em Londres, na University of London Union, estava John Walters, o produtor do programa de John Peel na BBC Radio 1: ele convidou a banda para gravar uma sessão para o programa. Peel disse: "Você não conseguia dizer imediatamente quais discos eles estavam ouvindo. Isso é bastante incomum, muito raro mesmo... Foi esse aspecto dos Smiths que achei mais impressionante."  Após essa exposição no rádio, os Smiths ganharam suas primeiras entrevistas nas revistas de música NME e Sounds. 
Travis viajou para Manchester para encontrar a banda no espaço de ensaio Crazy Face e assinar um contrato de gravação com a Rough Trade.  Morrissey e Marr assinaram em nome da banda, e não houve discussão sobre como os lucros seriam divididos.  Travis trouxe Troy Tate do Teardrop Explodes, e sob sua supervisão a banda gravou seu álbum de estreia, no Elephant Studios em Wapping, no leste de Londres.  A Rough Trade ficou insatisfeita com o álbum e com a produção de Tate, insistindo que a banda o regravasse com um novo produtor, John Porter.  Os singles "This Charming Man" e "What Difference Does It Make?" alcançaram os números 25 e 12, respectivamente, na UK Singles Chart. Ajudados pelos elogios da imprensa musical e uma série de sessões de estúdio para Peel e David Jensen na BBC Radio 1, os Smiths começaram a construir uma base de fãs dedicada.
Os Smiths geraram controvérsia quando Garry Bushell, do tablóide The Sun, alegou que seu lado B "Handsome Devil" era um endosso à pedofilia.  A banda negou isso, com Morrissey afirmando que a música "não tem nada a ver com crianças e certamente nada a ver com abuso de crianças". 

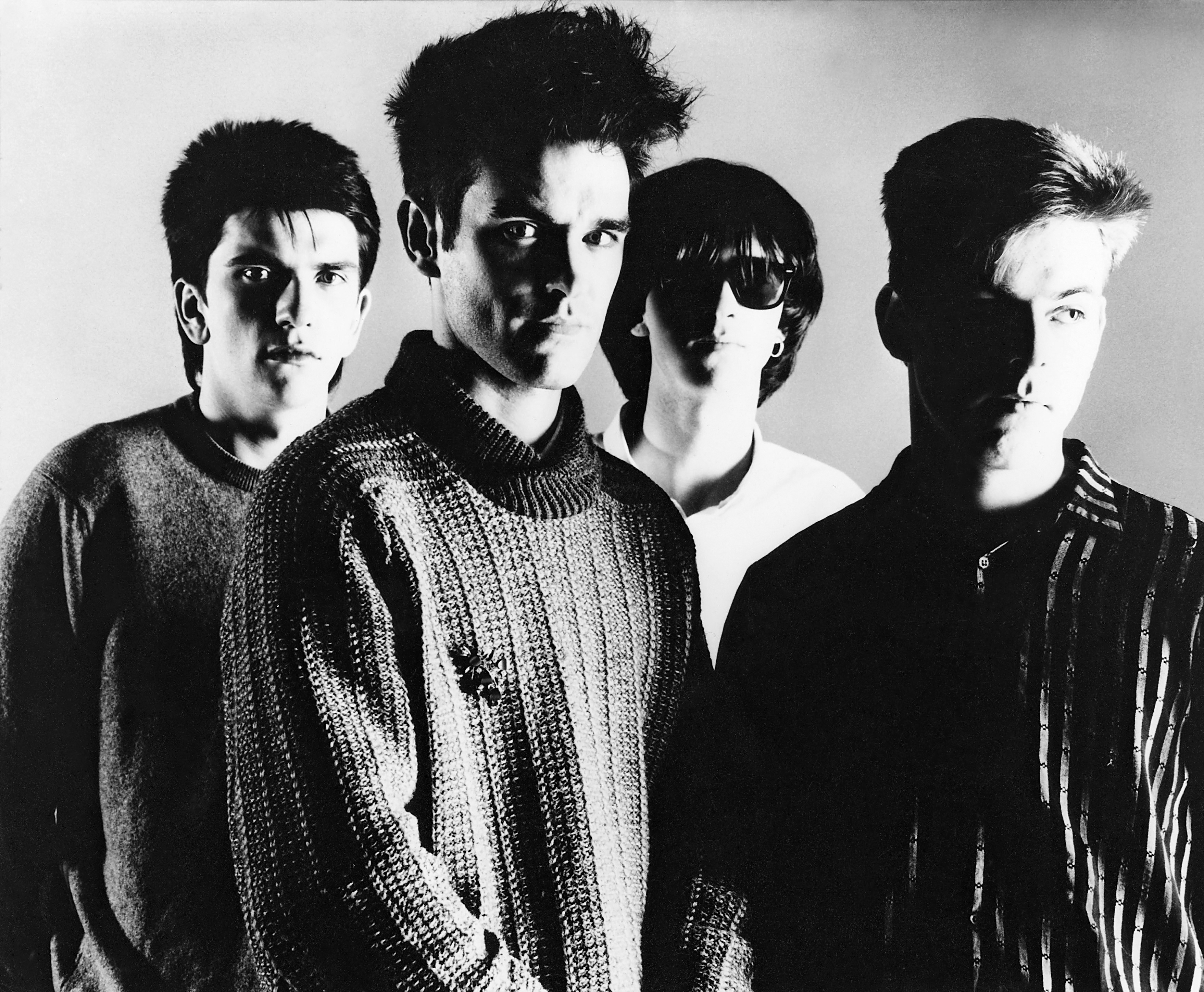
Os Smiths em 1984

Em fevereiro de 1984, os Smiths lançaram seu álbum de estreia, The Smiths, que alcançou a segunda posição na UK Albums Chart. "Reel Around the Fountain" e "The Hand That Rocks the Cradle" foram alvo de controvérsia, com alguns jornais sensacionalistas alegando que as canções sugeriam pedofilia, uma alegação veementemente negada pelo grupo. Em março de 1984, os Smiths se apresentaram no programa musical The Tube do Channel 4. 
O álbum foi seguido no mesmo ano pelos singles não incluídos no álbum "Heaven Knows I'm Miserable Now" e "William, It Was Really Nothing", que continha "How Soon Is Now?" em seu lado B. Garantindo a primeira colocação da banda entre os dez primeiros, "Heaven Knows I'm Miserable Now" também foi significativo por marcar o início do relacionamento de trabalho de longo prazo do engenheiro e produtor Stephen Street com a banda.
Mais controvérsia surgiu quando "Suffer Little Children", o lado B de "Heaven Knows I'm Miserable Now", abordou o tema dos assassinatos de Moors. Isso causou um alvoroço depois que o avô de uma das crianças assassinadas ouviu a música em uma jukebox de um pub e sentiu que a banda estava tentando comercializar os assassinatos. Depois de se encontrar com Morrissey, ele aceitou que a música era uma exploração sincera do impacto dos assassinatos. Morrissey posteriormente estabeleceu uma amizade com Ann West, a mãe da vítima Lesley Ann Downey, que é mencionada pelo nome na música.
O ano terminou com o lançamento do álbum de compilação Hatful of Hollow, uma coleção de singles, lados B e faixas gravadas ao longo do ano anterior para os programas de rádio de Peel e Jensen.

### 1985–1986:Meat Is MurdereThe Queen Is Dead
No início de 1985, os Smiths lançaram seu segundo álbum de estúdio, Meat Is Murder. Era mais estridente e político do que seu antecessor, incluindo a faixa-título pró-vegetariana (Morrissey proibiu o resto do grupo de ser fotografado comendo carne), o republicanismo despreocupado de "Nowhere Fast" e as canções anti-castigo corporal "The Headmaster Ritual" e "Barbarism Begins at Home". A banda também se tornou mais diversificada musicalmente, com Marr adicionando riffs de rockabilly a "Rusholme Ruffians" e Rourke tocando um solo de baixo funk em "Barbarism Begins at Home". O álbum foi precedido pelo relançamento do lado B "How Soon Is Now?" como single e, embora essa música não estivesse no LP original, ela foi adicionada aos lançamentos subsequentes. Meat Is Murder foi o único álbum da banda (exceto compilações) a alcançar o primeiro lugar nas paradas do Reino Unido.
Morrissey adotou uma postura política em muitas de suas entrevistas, gerando ainda mais controvérsia. Entre seus alvos estavam o governo Thatcher, a monarquia britânica e o projeto de combate à fome Band Aid. Morrissey disse a famosa frase sobre o último: "Pode-se ter grande preocupação pelo povo da Etiópia, mas outra coisa é infligir tortura diária ao povo da Inglaterra" ("tortura" sendo uma referência à música que resultou do projeto). O lançamento subsequente apenas como single "Shakespeare's Sister" alcançou a posição 26 na UK Singles Chart, embora o único single retirado do álbum, "That Joke Isn't Funny Anymore", tenha tido menos sucesso, mal chegando ao top 50. Em 1985, os Smiths completaram longas turnês pelo Reino Unido e pelos EUA.
O terceiro álbum de estúdio do Smiths, The Queen Is Dead, foi lançado em junho de 1986, seguindo seus singles "The Boy with the Thorn in His Side" e "Bigmouth Strikes Again". Marr usou um emulador E-mu em faixas como "There Is a Light That Never Goes Out" e "The Boy with the Thorn in His Side" para criar o som de uma seção de cordas. The Queen Is Dead alcançou a segunda posição nas paradas do Reino Unido.
Uma disputa legal com a Rough Trade atrasou o álbum em quase sete meses (ele havia sido concluído em novembro de 1985), e Marr estava começando a sentir o estresse da exaustiva agenda de turnês e gravações da banda. Mais tarde, ele disse à NME: "' Pior para o desgaste' não foi nem a metade da história: eu estava extremamente doente. Quando a turnê realmente terminou, tudo estava ficando um pouco... perigoso. Eu estava apenas bebendo mais do que podia suportar." Rourke foi demitido da banda no início de 1986 devido ao uso de heroína. Ele teria recebido a notificação de sua demissão por meio de um post-it colado no para-brisa de seu carro. Dizia: "Andy – você deixou os Smiths. Adeus e boa sorte, Morrissey." Morrissey negou isso.
Craig Gannon, ex-membro da banda escocesa de new wave Aztec Camera, foi procurado por Marr para substituir Rourke no baixo na próxima turnê, mas como nunca havia tocado baixo, Gannon participou de alguns ensaios como guitarrista base ao lado de um músico de estúdio. Rourke foi reintegrado duas semanas depois, enquanto Gannon permaneceu na banda como guitarrista base, tornando-os um quinteto. Durante esse tempo, eles gravaram os singles "Panic" e "Ask" (este último com Kirsty MacColl nos vocais de apoio), que alcançaram os números 11 e 14, respectivamente, no UK Singles Chart, e fizeram turnês pelo Reino Unido.
Uma prisão por porte de drogas quase levou Rourke a ser substituído por Guy Pratt na turnê norte-americana da banda no final daquele ano. O visto de trabalho de Rourke chegou pouco antes da partida. Embora os shows tenham sido bem-sucedidos, o consumo excessivo de álcool e drogas pela equipe e pelos membros da banda, além de Morrissey, afetou o grupo, juntamente com uma gestão ineficaz e disputas persistentes com a Rough Trade (que a banda estava seriamente considerando deixar para ir para a EMI)  e sua gravadora americana Sire Records (que Morrissey sentiu que não fez o suficiente para promover os Smiths). Após um encontro em St. Petersburg, Flórida, ele e Marr cancelaram os quatro shows restantes, incluindo um grand finale no Radio City Music Hall, em Nova York. Após o término da turnê seguinte pelo Reino Unido em outubro de 1986, as relações entre Marr e Gannon se deterioraram. Segundo Gannon, ele simplesmente não foi chamado para mais ensaios. Algumas semanas depois, o amigo de Gannon e futuro guitarrista do Smiths, Ivor Perry, informou-o de que, de acordo com Travis, ele não estava mais no Smiths. Durante seu tempo com os Smiths, Gannon tocou em sete faixas de estúdio ("Panic" e "Ask", seus lados B "The Draize Train" e "Golden Lights", bem como "Half a Person" e "London", ambos lançados como lados B no ano seguinte, e "You Just Haven't Earned It Yet, Baby", que apareceu pela primeira vez no álbum de compilação The World Won't Listen também no ano seguinte). Em 12 de dezembro de 1986, a banda realizou seu último concerto, um evento beneficente anti-apartheid na Brixton Academy, em Londres.

"Os Smiths trouxeram realismo ao seu romance e temperaram sua angústia com os mais leves toques. Os tempos eram personificados em seu vocalista: rejeitando todas as manchas do machismo do rock n' roll, ele exaltava a estranheza social do desajustado e do marginalizado, com seus vocais suavemente assombrosos elevando-se repentinamente para um falsete, trajando camisas femininas enormes, ostentando óculos de proteção da National Health ou um enorme aparelho auditivo estilo Johnny Ray. Este jovem encantador era, no vernáculo da época, a própria antítese de um "rockista" – sempre conscientemente mais próximo do irônico gentil Alan Bennett, ou do diarista autoflagelante Kenneth Williams, do que de um licencioso Mick Jagger ou de um drogado Jim Morrison."

— Paul A. Woods, 2007
Como o contrato com a Rough Trade Records havia sido rompido, a banda buscou um novo acordo com uma grande gravadora. Marr disse à NME no início de 1987: "Todas as gravadoras vieram nos ver. Foi conversa fiada, subornos, o número inteiro. Eu realmente gostei." A banda assinou com a EMI, o que atraiu críticas de sua base de fãs e de elementos da imprensa musical.

### 1987:Strangeways, Here We Comee dissolução
Em janeiro de 1987, a banda lançou "Shoplifters of the World Unite", que alcançou a posição 12 na UK Singles Chart. Foi seguido no mês seguinte por um segundo álbum de compilação, The World Won't Listen. O título foi um comentário de Morrissey sobre sua frustração com a falta de reconhecimento da banda no mainstream; alcançou o segundo lugar nas paradas. Isto foi seguido pelo single "Sheila Take a Bow"; foi o segundo hit top 10 do Smith no Reino Unido e o último antes de sua separação. Outro álbum de compilação, Louder Than Bombs, foi lançado nos EUA em março de 1987, com um lançamento no Reino Unido dois meses depois. O quarto álbum de estúdio dos Smiths, Strangeways, Here We Come, abriu com uma introdução de piano, já que Marr queria se desviar do som típico da banda. Marr também tocou teclado nas outras faixas. A primeira canção, "A Rush and a Push and the Land Is Ours", não apresenta guitarra.
Tensões surgiram dentro da banda. Marr estava exausto e fez uma pausa em junho de 1987, o que ele sentiu que foi percebido negativamente por seus companheiros de banda. Em julho, ele deixou o grupo porque acreditava erroneamente que um artigo da NME intitulado "Smiths to Split" foi plantado por Morrissey. O artigo, escrito por Danny Kelly, alegava que Morrissey não gostava que Marr trabalhasse com outros músicos e que o relacionamento pessoal de Marr e Morrissey havia chegado a um ponto de ruptura. Marr contatou a NME para explicar que não havia deixado a banda devido a tensões pessoais, mas porque queria um escopo musical mais amplo. O ex-guitarrista do Easterhouse, Ivor Perry, foi contratado para substituir Marr. A banda gravou material com ele que nunca foi concluído, incluindo uma versão inicial de "Bengali in Platforms", posteriormente lançada no primeiro álbum solo de Morrissey, Viva Hate (1988). Perry estava desconfortável, dizendo que "era como se eles quisessem outro Johnny Marr"; de acordo com Perry, as sessões terminaram com Morrissey saindo correndo do estúdio.
Quando Strangeways, Here We Come foi lançado em setembro, os Smiths já haviam se separado. A separação foi atribuída principalmente à irritação de Morrissey com o trabalho de Marr com outros artistas e à frustração de Marr com a inflexibilidade musical de Morrissey. Marr odiava particularmente a obsessão de Morrissey em fazer covers de artistas pop dos anos 1960, como Twinkle e Cilla Black, dizendo em 1992: "Essa foi a gota d'água, realmente. Eu não formei um grupo para tocar músicas de Cilla Black." Em uma entrevista de 1989, Morrissey citou a falta de uma figura gerencial e problemas de negócios como razões para a separação.
Strangeways, Here We Come alcançou a segunda posição no Reino Unido em outubro de 1987, e foi o álbum de maior sucesso dos Smiths nos Estados Unidos, alcançando a posição 55 na Billboard 200. Morrissey e Marr o consideram seu álbum favorito dos Smiths. Mais dois singles de Strangeways foram lançados com faixas ao vivo, de sessão e demo como lados B. No ano seguinte, o álbum ao vivo Rank, gravado em 1986 quando Craig Gannon ainda estava na banda, alcançou o número 2 no Reino Unido e entrou na parada European 100 Albums na posição 9.

### 1989: Disputa de royalties
Morrissey e Marr ficaram com 40% cada dos royalties de gravação e performance dos Smiths, deixando 10% para Joyce e Rourke. O advogado de Joyce argumentou mais tarde no tribunal que Joyce e Rourke foram tratados como músicos de estúdio, "tão facilmente substituíveis quanto as peças de um cortador de grama". Em março de 1989, Joyce e Rourke iniciaram processos legais contra Morrissey e Marr. Eles argumentaram que eram sócios iguais no Smiths e que cada um tinha direito a uma participação de 25 por cento nos lucros da banda em todas as atividades, exceto composição e publicação. Rourke, que estava endividado, resolveu rapidamente o problema pagando uma quantia fixa de £ 83.000 (equivalente a £ 260.824 em 2023) e 10 por cento dos royalties, renunciando a todas as outras reivindicações.
Joyce deu continuidade à ação, que chegou ao Tribunal Superior de Justiça (Divisão de Chancelaria) em dezembro de 1996. Morrissey e Marr aceitaram no ano anterior que Joyce e Rourke eram sócios, mas se Joyce tinha direito a um quarto dos lucros "decorrentes das atividades (além de composição ou publicação)" dos Smiths permaneceu controverso. O advogado de Joyce, Nigel Davis, disse que Joyce não percebeu que estava recebendo apenas 10% dos lucros até depois da separação da banda.
Morrissey e Marr – que foram representados separadamente no julgamento – insistiram que a divisão dos royalties havia sido explicada a Rourke e Joyce, embora não tivessem mais certeza de quando. Além disso, esse acordo foi discutido apenas verbalmente e nunca foi legalmente escrito no papel, algo que Marr acabou lamentando. Ele disse em 2004 que, embora não se arrependesse de ter separado os Smiths, desejava que a banda tivesse assinado documentos legais "desde o início" para evitar os desentendimentos financeiros posteriores. Como disse o advogado de Marr, Robert Englehart, “Cerca de 13 anos depois, é extremamente difícil precisar o momento em que a divisão de lucros de 40:40:10:10 surgiu.... Mas Morrissey e Marr agiram sempre com base no princípio de que cada um receberia 40 por cento dos lucros líquidos dos ganhos dos Smiths."
Após uma audiência de sete dias, o juiz Weeks decidiu a favor de Joyce, ordenando que ele recebesse cerca de £ 1 milhão em royalties retroativos e 25 por cento daqui em diante. O juiz também fez avaliações de caráter; Joyce e Rourke (que prestaram depoimento em apoio a Joyce) o impressionaram como diretos e honestos, enquanto Morrissey "parecia tortuoso, truculento e pouco confiável quando seus próprios interesses estavam em jogo" e Marr estava "disposto a exagerar suas evidências a um ponto em que se tornasse menos confiável". O juiz também disse que Marr era "provavelmente o mais inteligente dos quatro" e que Rourke e Joyce eram "pouco intelectuais". Morrissey disse em uma entrevista oito meses depois:
| “ | O processo judicial foi uma história resumida da vida dos Smiths. Mike [Joyce], falando sem parar e sem dizer nada. Andy [Rourke], incapaz de se lembrar do próprio nome. Johnny [Marr], tentando agradar a todos e, consequentemente, não agradando a ninguém. E Morrissey sob os holofotes escaldantes no banco dos réus, sendo instruído. "Como ousa ter sucesso?" "Como ousa seguir em frente?" Para mim, os Smiths eram uma coisa linda, e Johnny os deixou, e Mike os destruiu. | ” |

Questionado algum tempo antes do julgamento se achava que Rourke e Joyce tinham sido enganados, Morrissey respondeu: "Eles tiveram sorte. Se tivessem tido outro cantor, nunca teriam ido além do Salford Shopping Centre." O advogado de Morrissey, Ian Mill, admitiu que a atitude de Morrissey "revelou um grau de arrogância". Morrissey recorreu do veredicto; o recurso foi ouvido pelo Tribunal de Recurso (Divisão Cível) em novembro de 1998 e indeferido. Inspirado pelo sucesso de Joyce, Rourke procurou aconselhamento jurídico sobre suas próprias opções. Ele foi declarado falido em 1999.
Em novembro de 2005, Joyce disse a Marc Riley na BBC Radio 6 Music que dificuldades financeiras o levaram a vender gravações raras dos Smiths no eBay. A título de ilustração, Riley tocou parte de um instrumental inacabado conhecido como "Click Track" (ou "Cowbell Track"). Morrissey respondeu com uma declaração três dias depois revelando que Joyce havia recebido £ 215.000 cada de Marr e Morrissey em 1997, juntamente com o pagamento final de Marr de £ 260.000 em 2001. Morrissey não fez seu pagamento final porque, segundo ele, estava no exterior em 2001 e não recebeu a papelada. Joyce obteve uma sentença à revelia contra Morrissey, revisou sua reivindicação pendente para £ 688.000 e garantiu ordens de penhora de grande parte de sua renda. Isto foi uma fonte de queixa para Morrissey, que estimou que Joyce lhe custou pelo menos £ 1.515.000 em royalties recuperados e custas judiciais até 30 de novembro de 2005.

## Carreiras solo

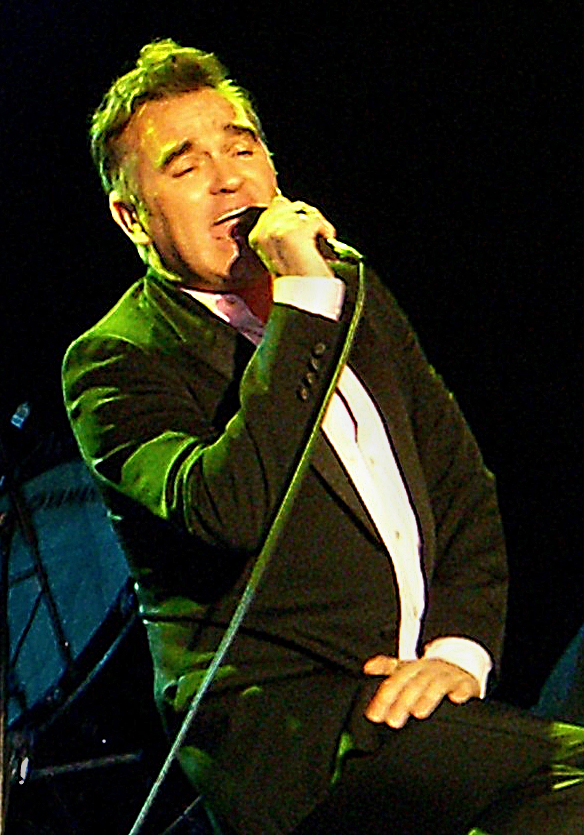
Morrissey se apresentando no SXSW em Austin, Texas, em 2006

Após a separação do grupo, Morrissey começou a trabalhar em uma gravação solo, colaborando com o produtor Stephen Street e seu colega mancuniano Vini Reilly, guitarrista do Durutti Column. O álbum resultante, Viva Hate (uma referência ao fim do Smiths), foi lançado em março de 1988, alcançando o primeiro lugar nas paradas do Reino Unido. Nos anos seguintes, ele convidou vários cantores para fazer backing vocals em diversas músicas, como Suggs do Madness em "Piccadilly Palare" e Chrissie Hynde do Pretenders em "My Love Life". Ele gravou um dueto com Siouxsie Sioux, do Siouxsie and the Banshees, "Interlude", que foi lançado sob a bandeira de ambos os artistas. Ele também colaborou com o arranjador Ennio Morricone em "Dear God Please Help Me". No início dos anos 90, ele desfrutou de uma nova popularidade na América do Norte, após sua primeira turnê como Morrissey. Morrissey continua se apresentando e gravando como artista solo e lançou 13 álbuns de estúdio até 2020.
Marr retornou em 1989 com Bernard Sumner, do New Order, e Neil Tennant, do Pet Shop Boys, no supergrupo Electronic. Electronic lançou três álbuns na década seguinte. Marr também foi membro do The The, gravando dois álbuns com eles entre 1989 e 1993. Ele trabalhou como músico de estúdio e colaborador de composições de artistas como Pretenders, Bryan Ferry, Pet Shop Boys, Billy Bragg, Black Grape, Talking Heads, Modest Mouse, Crowded House e Beck.

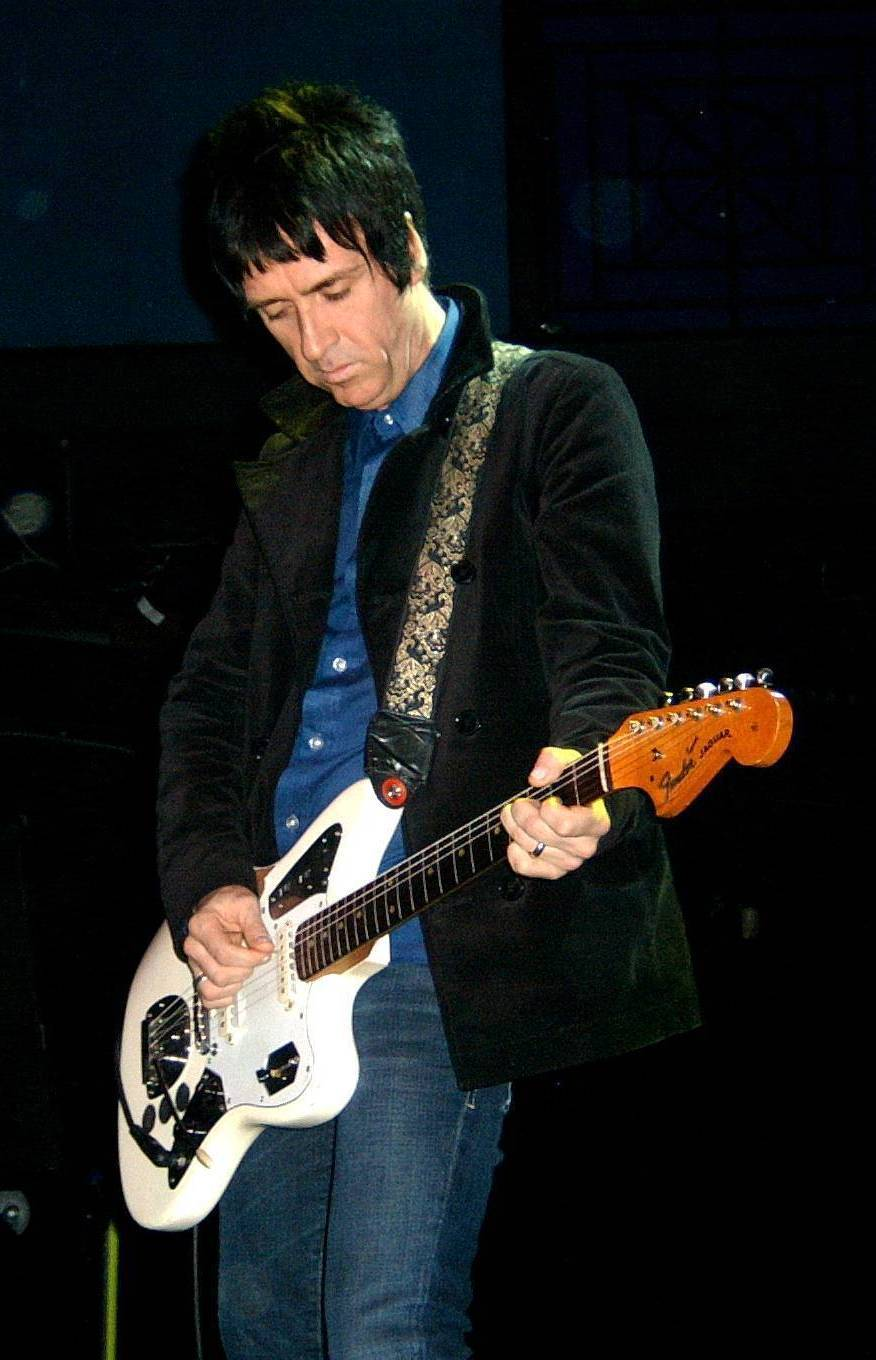
Johnny Marr se apresentando como parte do grupo Cribs no 9:30 Club em Washington, DC, em 2010

Em 2000, ele formou outra banda, Johnny Marr + the Healers, que lançou apenas um álbum, Boomslang (2003), com sucesso moderado, e se separou logo depois. Mais tarde, ele trabalhou como músico convidado no álbum Heathen Chemistry (2002) do Oasis. Em 2006, ele começou a trabalhar com Isaac Brock, do Modest Mouse, em músicas que eventualmente apareceram no lançamento da banda em 2007, We Were Dead Before the Ship Even Sank. Posteriormente, o Modest Mouse anunciou que Marr era um membro de pleno direito e a formação reformada fez uma extensa turnê em 2006-2007. Em janeiro de 2008, foi relatado que Marr participou de uma sessão de composição de uma semana no estúdio de gravação Moolah Rouge em Stockport com o grupo indie de Wakefield, The Cribs. A associação de Marr com a banda durou três anos e incluiu uma aparição em seu quarto álbum, Ignore the Ignorant (2009). Sua saída foi anunciada em abril de 2011. Ele gravou três álbuns solo, The Messenger (2013), Playland (2014) e Call the Comet (2018). Além de suas atividades como músico e compositor, Marr produziu o segundo álbum de Marion, The Program (1998) e o álbum de estreia de Haven, Between the Senses (2002).
Andy Rourke e Mike Joyce continuaram trabalhando juntos. Eles fizeram uma turnê com Sinéad O'Connor no primeiro semestre de 1988; Rourke também apareceu em seu álbum de 1990, I Do Not Want What I Haven't Got. Ainda em 1988, eles foram recrutados (com Craig Gannon) para o Adult Net, mas deixaram a banda logo depois. Em 1988 e 1989, eles gravaram singles com Morrissey. Em 1998, eles fizeram uma turnê e gravaram com Aziz Ibrahim (Stone Roses). Em 2001 eles formaram o Specter com Jason Specter e outros. A banda tocou no Reino Unido e nos Estados Unidos, mas não prosperou. No mesmo ano, eles gravaram demos com Paul Arthurs (Oasis), Aziz Ibrahim e Rowetta Idah (Happy Mondays) sob o nome Moondog One, mas o projeto não foi adiante. No final de 2001, eles tocaram juntos na veterana banda de Manchester, Jeep. Em 2005, eles tocaram com Vinny Peculiar, gravando o single "Two Fat Lovers" (Joyce também apareceu no álbum de 2006 The Fall and Rise of Vinny Peculiar). Em 2007, eles lançaram o documentário em DVD Inside the Smiths, um livro de memórias de seu tempo com a banda, notável pela ausência de Marr, Morrissey e sua música.
Joyce gravou com o Suede (1990); excursionou e gravou com o Buzzcocks (1990–91); excursionou com Julian Cope (1992); excursionou com John Lydon e Public Image Ltd (1992); gravou com P.P. Arnold (1995); excursionou e gravou com Pete Wylie (1996–98); excursionou com Vinny Peculiar e Paul Arthurs (2007); e excursionou com a Autokat (2008–2009). Ele apresentou o programa de rádio Alternative Therapy na Revolution 96.2 FM até que a estação mudou de formato em 2008, mais tarde revivendo-o na Manchester Radio Online e na Tin Can Media. Ele apresenta o The Coalition Chart Show na East Village Radio, que transmite de Nova York.
Rourke tocou e gravou com os Pretenders (participando de Last of the Independents, 1994); Badly Drawn Boy (com quem tocou por dois anos); Proud Mary (participando de Love and Light, 2004); e Ian Brown (participando de The World Is Yours, 2007). Em 2007, ele formou o Freebass com os colegas baixistas Peter Hook (New Order e Joy Division) e Mani (Stone Roses e Primal Scream). Rourke foi cofundador da série de concertos Manchester v Cancer, mais tarde conhecida como Versus Cancer, para arrecadar dinheiro para pesquisas sobre o câncer. Ele se concentrou em sua carreira no rádio, começando com um programa de sábado à noite na XFM Manchester. Ele era um frequentador assíduo da East Village Radio, onde seus colegas incluem Joyce. Rourke mudou-se para Nova York no início de 2009. Lá, ele formou a Jetlag, uma "equipe de DJ e produção de áudio", com Olé Koretsky. Em abril de 2014, a vocalista do Cranberries, Dolores O'Riordan, juntou-se ao grupo e eles mudaram o nome para D.A.R.K.

### Especulação de reunião
Marr e Morrissey disseram repetidamente que não reunirão a banda. Em 2006, Morrissey declarou: "Prefiro comer meus próprios testículos do que reformar os Smiths, e isso é dizer muito para um vegetariano." Quando perguntado por que em outra entrevista no mesmo ano, ele respondeu: "Sinto como se tivesse trabalhado muito duro desde o fim dos Smiths e os outros não, então por que dar a eles uma atenção que eles não mereceram? Não somos amigos, não nos vemos. Por que diabos estaríamos juntos em um palco?" Em uma entrevista de fevereiro de 2009 na BBC Radio 2, ele disse: "As pessoas sempre me perguntam sobre reuniões e não consigo imaginar por que[...] o passado parece um lugar distante, e estou satisfeito com isso." Em 2002, Joyce disse que não estava interessado em se reformar, pois sentia que os Smiths já tinham chegado ao fim.
Em novembro de 2004, a VH1 exibiu um episódio especial do Backstage Pass de Bands Reunited mostrando o apresentador Aamer Haleem tentando e falhando em encurralar Morrissey antes de um show no Apollo Theater. Em março de 2006, Morrissey disse que os Smiths recusaram uma oferta de US$ 5 milhões de oferta para se apresentar no Coachella Valley Music and Arts Festival, dizendo: "O dinheiro não entra nisso ... Foi uma jornada fantástica. E então acabou. Eu não senti que deveríamos ter terminado. Eu queria continuar. [Marr] queria acabar com isso. E foi isso."
Em agosto de 2007, foi amplamente divulgado que Morrissey havia recusado naquele verão uma oferta de US$ 75 milhões – quase £ 40 milhões na época – de um "consórcio de promotores" para se reunir com Marr para uma turnê mundial de cinquenta datas sob o nome dos Smiths em 2008 e 2009. A NME citou Morrissey como fonte da história. A Rolling Stone citou seu publicitário. A oferta também foi relatada no true-to-you.net, um site de fãs não oficial apoiado tacitamente por Morrissey. Mais tarde, foi descrito como uma farsa, embora não esteja claro quem estava enganando quem. Em outubro, Marr disse na BBC Radio 5 Live: "Coisas mais estranhas já aconteceram, então, você sabe, quem sabe? ... Não é grande coisa. Talvez aconteça daqui a 10 ou 15 anos, quando todos precisarmos, por qualquer motivo, mas agora Morrissey está fazendo o que faz e eu estou fazendo o que faço."
Em 2008, Marr retomou o contato com Morrissey e Rourke enquanto remasterizava o catálogo da banda. Em setembro daquele ano, Morrissey e Marr se encontraram em Manchester e discutiram a possibilidade de reformar a banda. Os dois mantiveram contato durante os quatro dias seguintes e decidiram excluir Joyce de qualquer possível reunião e esperar até que Marr concluísse seus compromissos com The Cribs. A comunicação entre os dois terminou abruptamente enquanto Marr estava em turnê no México com os Cribs e o assunto de uma reunião nunca mais foi levantado. Marr disse que não teve mais notícias de Morrissey até uma breve correspondência por e-mail em dezembro de 2010. Em junho de 2009, Marr disse a um entrevistador na XFM de Londres: "Acho que nos ofereceram 50 milhões de dólares por três ... possivelmente cinco shows." Ele disse que as chances de uma reunião "não tinham nada a ver com dinheiro" e que as razões eram "realmente abstratas".
Em janeiro de 2006, Marr e os Healers tocaram no show beneficente Manchester v Cancer de Rourke, onde Marr cantou "How Soon Is Now?" com Rourke. Marr e Rourke também apresentaram "How Soon Is Now?" no festival Lollapallooza Brasil em 2014. Rourke morreu de câncer de pâncreas em 19 de maio de 2023, aos 59 anos.
Em agosto de 2024, Morrissey disse em uma postagem em seu site, Morrissey Central, que ele e Marr receberam uma "oferta lucrativa" para fazer uma turnê como Smiths em 2025. O cantor afirmou que aceitou o convite, mas que Marr não respondeu. Logo depois, Marr postou uma foto do líder do Reform UK, Nigel Farage, para repreender os apelos por uma reunião após a reunião do Oasis. Marr disse anteriormente em 2016 que as políticas de Morrissey se alinhavam com as de Farage, brincando que qualquer possível reunião dos Smiths contaria com o político como seu guitarrista substituto. Semanas depois, no Instagram oficial de Marr, a administração de Marr emitiu uma declaração oficial em resposta às alegações de Morrissey de que Marr ignorou a oferta: "Quanto à oferta de turnê, eu não ignorei a oferta - eu disse não." A declaração de Marr também esclareceu outras alegações feitas pela equipe de Morrissey no site de Morrissey, como a de que Marr havia entrado com pedido de 100% de propriedade dos direitos de propriedade intelectual e marca registrada dos Smiths sem ter consultado Morrissey, apesar do fato de que "Morrissey sozinho criou o nome da unidade musical 'The Smiths' em maio de 1982". Na declaração de Marr, foi esclarecido que ele descobriu que a banda não era proprietária da marca registrada e, em um esforço para proteger a marca de uma tentativa de terceiros feita em 2018 de usar o nome da banda, Marr registrou a marca registrada somente em seu nome após não receber uma resposta de Morrissey e seus representantes. Em janeiro de 2024, Marr assinou um acordo para compartilhar a propriedade do nome com Morrissey, um acordo que Morrissey ainda não cumpriu. Marr esclareceu ainda que os esforços para obter a marca registrada não eram para fazer uma turnê sob o nome dos Smiths com um cantor escolhido por Marr (ao contrário das alegações feitas pela equipe de Morrissey), mas simplesmente para proteger o nome da banda e o uso do nome.

## Estilo musical
A música dos Smiths foi descrita como indie pop, indie rock, jangle pop, pós-punk, e rock alternativo . Morrissey e Marr ditaram a direção musical dos Smiths. Marr disse em 1990 que "era uma coisa 50/50 entre Morrissey e eu. Estávamos completamente em sintonia sobre qual caminho deveríamos seguir para cada disco". A "fusão não-rhythm-and-blues, mais branca que o branco, do rock dos anos 1960 e do pós-punk dos Smiths foi uma rejeição do dance pop contemporâneo", e a banda rejeitou propositalmente os sintetizadores e a dance music. Do seu segundo álbum Meat Is Murder, Marr embelezou suas canções com teclados.
A guitarra estridente de Marr foi influenciada por James Honeyman-Scott dos Pretenders, e Bert Jansch do Pentangle. Marr frequentemente usava um capo para afinar sua guitarra um tom acima, até Fá sustenido, para acomodar o alcance vocal de Morrissey, e também usava afinações abertas. Citando o produtor Phil Spector como influência, Marr disse: "Gosto da ideia de discos, mesmo aqueles com bastante espaço, que soam 'sinfônicos'. Gosto da ideia de todos os músicos se fundindo em uma atmosfera". Os outros guitarristas favoritos de Marr são James Williamson dos Stooges, Rory Gallagher, Pete Townshend do The Who, Jimi Hendrix, Marc Bolan do T. Rex, Keith Richards dos Rolling Stones e John McGeoch da Magazine e Siouxsie and the Banshees. Em uma entrevista de 2007 para a BBC, Marr disse que seu objetivo era "reduzir" seu estilo e evitar clichês de guitarra de rock. Marr usou "acordes arpejados, licks de cordas abertas e progressões incomuns" e seu estilo "combinou o som das bandas de jangle-pop dos anos 60 com a musicalidade simplificada de músicos como Nile Rodgers e Keith Richards". Marr também usou um pedal overdrive em "London".
O papel de Morrissey era criar melodias vocais e letras. As composições de Morrissey foram influenciadas por bandas de punk rock e pós-punk como New York Dolls, The Cramps, The Specials e The Cult, além de grupos femininos e cantoras dos anos 1960 como Dusty Springfield, Sandie Shaw, Marianne Faithfull e Timi Yuro . As letras de Morrissey, embora superficialmente deprimentes, eram frequentemente cheias de humor mordaz; John Peel comentou que os Smiths eram uma das poucas bandas capazes de fazê-lo rir alto. Influenciado por seu interesse de infância no realismo social das telenovelas dos anos 1960, Morrissey escreveu sobre pessoas comuns e suas experiências com desespero, rejeição e morte. Enquanto "canções como 'Still Ill' selaram seu papel como porta-voz da juventude descontente", os "discursos maníaco-depressivos" de Morrissey e sua "' postura de  coitado de mim' inspiraram alguns críticos hostis a descartar os Smiths como 'miserabilistas '". Julian Stringer caracterizou os Smiths como "um dos grupos mais abertamente políticos da Grã-Bretanha",  enquanto em seu estudo de seu trabalho, Andrew Warnes os chamou de "a mais anticapitalista das bandas". 

## Imagem
A arte da capa do grupo tinha um estilo visual distinto e frequentemente apresentava imagens de estrelas de cinema e pop, geralmente em dois tons. O design foi feito por Morrissey e pela coordenadora de arte da Rough Trade, Jo Slee. As capas dos singles raramente continham qualquer texto além do nome da banda e a banda em si não aparecia na capa de nenhum lançamento no Reino Unido. (Morrissey, no entanto, apareceu em uma capa alternativa para "What Difference Does It Make?", imitando a pose do sujeito original, o ator Terence Stamp, depois que este se opôs à utilização de sua foto.) A escolha dos temas da capa refletiu o interesse de Morrissey em estrelas de cinema (Stamp, Alain Delon, Jean Marais, o protegido de Warhol Joe Dallesandro, James Dean); figuras da cultura popular britânica dos anos 60 (Viv Nicholson, Pat Phoenix, Yootha Joyce, Shelagh Delaney); e imagens anônimas de filmes e revistas antigos.
Os Smiths vestiam-se principalmente com roupas comuns – jeans e camisas simples – mantendo o estilo básico de guitarra e bateria da música. Isso contrastava com a imagem exótica de alta costura cultivada por grupos pop do New Romantic, como Spandau Ballet e Duran Duran; e destacada em revistas como The Face e i-D. Em 1986, quando os Smiths se apresentaram no programa musical britânico The Old Grey Whistle Test, Morrissey usou um aparelho auditivo falso para apoiar um fã com deficiência auditiva que tinha vergonha de usar um, e também usava frequentemente óculos de aro grosso no estilo do NHS. Morrissey também costumava acenar com flores de gladíolo no palco.
Como vocalista dos Smiths, Morrissey subverteu muitas das normas associadas à música pop e rock.  A simplicidade estética da banda foi uma reação ao excesso personificado pelos New Romantic,  e enquanto Morrissey adotou uma aparência andrógina como os Novos Românticos ou os primeiros roqueiros glam, a sua era muito mais sutil e discreta.  De acordo com um comentarista, "ele era estudioso; usava óculos do NHS e aparelho auditivo no palco; era celibatário. Pior de tudo, ele era sincero", com sua música sendo "tão inebriantemente melancólica, tão perigosamente pensativa, tão sedutoramente engraçada que atraía seus ouvintes... para um relacionamento com ele e sua música em vez do mundo." 

## Legado
Os Smiths foram muito influentes. Ian Youngs da BBC News descreveu-os como "a banda que inspirou uma devoção mais profunda do que qualquer grupo britânico desde os Beatles". A forma como Marr tocava guitarra "foi um grande bloco de construção para mais lendas de Manchester que seguiram os Smiths", incluindo os Stone Roses, cujo guitarrista John Squire disse que Marr foi uma influência. O compositor e guitarrista do Oasis, Noel Gallagher, também citou os Smiths como uma influência, especialmente Marr, dizendo que "quando o The Jam se separou, os Smiths começaram e eu fui totalmente atrás deles". Os Smiths foram uma das primeiras influências do Radiohead e inspiraram seu single de 2001 "Knives Out". Em 2001, Marr disse que o Radiohead era o ato que "chegava mais perto da influência genuína dos Smiths".
Alex Turner, da banda de rock inglesa Arctic Monkeys, citou os Smiths como uma influência formativa. O artista canadense The Weeknd listou os Smiths como uma inspiração durante a produção de seu terceiro álbum de estúdio, Starboy. O cantor e compositor americano Jeff Buckley era fã dos Smiths e Morrissey. Ele fez covers de músicas do Smiths como "I Know it's Over" e "The Boy with the Thorn in His Side". Em 2010, Morrissey nomeou o álbum de 1994 de Buckley, Grace, como seu 12º álbum favorito.
Na Q, Simon Goddard argumentou em 2007 que os Smiths eram "a única voz verdadeiramente vital dos anos 80" e "o grupo de guitarras britânico mais influente da década". Ele continuou: "Como os primeiros outsiders do indie a alcançar o sucesso mainstream em seus próprios termos (seu segundo álbum propriamente dito, Meat Is Murder, de 1985, alcançou o primeiro lugar no Reino Unido), eles elevaram a fórmula padrão do rock de quatro integrantes a novos patamares de magia e poesia. Seu legado pode ser rastreado através dos Stone Roses, Oasis e Libertines até a safra atual de jovens bandas de guitarra talentosas."
Em Uncut, Simon Reynolds escreveu: "Era uma vez uma banda do Norte que surgiu com um som tão fresco e vigoroso que conquistou a nação. O som era rock, mas, crucialmente, também era pop: conciso, vigoroso, melódico, brilhante sem ser 'plástico'. O cantor era verdadeiramente original, entregando uma mistura de sensibilidade e força, desafio e ternura, por meio de uma voz com inflexão regional. Os lábios do jovem derramavam palavras realistas sem serem sisudas, cheias de humor astuto e detalhes lindamente observados. A maioria reconheceu seu álbum de estreia como um marco, um clássico instantâneo."
O "movimento Britpop preemptado pelos Stone Roses e liderado por grupos como Oasis, Suede e Blur inspirou-se fortemente na representação de Morrissey e na nostalgia de uma Inglaterra urbana sombria do passado." O Blur foi formado após assistir aos Smiths no The South Bank Show em 1987. No entanto, mesmo quando as principais bandas do movimento Britpop foram influenciadas pelos Smiths, elas estavam em desacordo com as "filosofias anti-establishment básicas de Morrissey e dos Smiths", já que o Britpop "era uma construção inteiramente comercial". Mark Simpson sugeriu que “o objetivo do Britpop era remover Morrissey da cena... Morrissey teve que se tornar uma 'não-pessoa' para que os anos noventa e sua economia pop centralmente planejada e coordenada pudessem acontecer."
Teezo Touchdown os incluiu em uma playlist Counter Culture no Spotify. A Rolling Stone incluiu quatro álbuns dos Smiths em sua lista de 2012 dos "500 Maiores Álbuns de Todos os Tempos", e incluiu "William, It Was Really Nothing" e "How Soon Is Now?" em sua lista de 2004 das "500 Maiores Canções de Todos os Tempos". Morrissey está incluído na lista de 2010 dos maiores cantores. Em 2014 e 2015, os Smiths foram nomeados para o Hall da Fama do Rock and Roll.
Em 2021 e 2023, a banda Blossoms e o cantor Rick Astley fizeram vários shows de covers do Smiths, incluindo uma apresentação no Glastonbury Festival de 2023. O Guardian deu críticas positivas às apresentações, sugerindo que elas ofereciam aos fãs uma maneira de aproveitar os Smiths sem o "mal-estar moral" de Morrissey, que se tornou uma figura controversa nos anos anteriores. Morrissey agradeceu a Blossoms e Astley em seu site, mas Marr disse que as performances foram "engraçadas e horríveis ao mesmo tempo".

## Membros
| Membros principais - Morrissey – vocais principais (1982–1987) - Johnny Marr – guitarras, piano, teclados, harmônica (1982–1987) - Andy Rourke – baixo (1982–1986, 1986–1987; morreu em 2023) - Mike Joyce – bateria, percussão (1982–1987) | Outros membros - Steven Pomfret – guitarras (1982) - Dale Hibbert – baixo (1982) - James Maker – dança, maracas, backing vocals (1982–1983) - Craig Gannon – guitarras (1986), baixo (1986) - Ivor Perry – guitarras (1987) Membros de sessão e turnê - Simon Wolstencroft – bateria (1982) - Guy Pratt – baixo (1986) |

## Discografia
- The Smiths (1984)
- Meat Is Murder (1985)
- The Queen Is Dead (1986)
- Strangeways, Here We Come (1987)